# Severni otok
Severni otok uradno imenovan maorsko Te Ika-a-Māui) je manjši od obeh glavnih otokov, ki predstavljata 44 % površine države Nove Zelandije na jugozahodnem delu Tihega oceana, in s površino 113.729 km² 14. največji otok na svetu. Ima 3.997.300 prebivalcev (junij 2023), kar je 77 % prebivalcev Nove Zelandije, zaradi česar je najbolj poseljen otok v Polineziji in 28. najbolj poseljen otok na svetu. Na otoku stojita glavno mesto Wellington in največje mesto Auckland. Obdajata ga Tasmanovo morje na zahodu ter Tihi ocean na vzhodu in severu, na jugu pa ga Cookov preliv loči od nekoliko večjega, a nekajkrat redkeje naseljenega Južnega otoka.
Prvi naseljenci so bili pripadniki polinezijskega ljudstva Maorov. Leta 1642 je otoke Nove Zelandije odkril Abel Tasman, ko je v iskanju Avstralije plul preveč južno in vzhodno, naseljevanje pa so spodbudile odprave Jamesa Cooka v drugi polovici 18. stoletja. Poselitev je bila sprva skoncentrirana na Južnem otoku, kot posledica zlate mrzlice, sčasoma pa je zaradi ugodnejšega podnebja prišlo do premika poselitve severno.

## Poimenovanje in uporaba
Čeprav je bil otok že vrsto let znan kot Severni otok, je maorsko ime zanj Te Ika-a-Māui. Na nekaterih zemljevidih iz 19. stoletja se Severni otok imenuje New Ulster, ki je bil tudi provinca Nove Zelandije, ki je vključevala Severni otok. Leta 2009 je Geografski odbor Nove Zelandije ugotovil, da Severni otok poleg Južnega otoka nima uradnega imena. Po javnem posvetovanju je odbor oktobra 2013 otok uradno poimenoval Severni otok ali prej omenjeni Te Ika-a-Māui.
V prozi se dva glavna otoka Nove Zelandije imenujeta Severni otok in Južni otok, z določnim členom. Prav tako je običajno uporabiti predlog na namesto v, na primer »Hamilton je na Severnem otoku«, »moja mama živi na Severnem otoku«.

## Maorska mitologija
Po maorski mitologiji sta Severni in Južni otok Nove Zelandije nastala z dejanji polboga Māuija. Māui in njegovi bratje so lovili ribe iz svojega kanuja (Južni otok), ko je ujel veliko ribo in jo potegnil naravnost iz morja. Medtem ko ni gledal, sta se brata sprla za ribo in jo razkosala. Ta velika riba je postala Severni otok, zato je maorsko ime za Severni otok Te Ika-a-Māui ('Riba Māui'). Verjame se, da so gore in doline nastale kot posledica vdora bratov Māui v ribe.
Med potovanjem kapitana Jamesa Cooka med letoma 1769 in 1770 je tahitijski pomorščak Tupaia spremljal obkrožitev Nove Zelandije. Zemljevidi so Severni otok opisali kot Ea Heinom Auwe in Aeheinomowe, kar prepozna element 'Riba Māui'.
Še eno maorsko ime, ki je bilo dano Severnemu otoku, vendar se zdaj uporablja manj pogosto, je Aotearoa. Uporaba Aotearoa za opis Severnega otoka je v začetku 20. stoletja padla v nemilost in je zdaj skupno maorsko ime za Novo Zelandijo kot celoto.

## Geografija
Med zadnjim ledeniškim obdobjem, ko je bila gladina morja več kot 100 metrov nižja od današnje ravni, sta bila Severni in Južni otok povezana z veliko obalno ravnino, ki je nastala v zalivu Južni Taranaki.  V tem obdobju je bil večji del Severnega otoka prekrit s trnovim grmičevjem in gozdom, medtem ko je bil današnji polotok Northland subtropski deževni gozd. Gladina morja se je začela dvigovati pred 7000 leti, sčasoma pa je ločila otoke in povezala Cookov preliv s Tasmanovim morjem.
Podnebje je oceansko, pri čemer ima severni del skoraj subtropske razmere, kar daje ugodne pogoje za kmetijstvo, na zahodu pa omogoča uspevanje deževnih gozdov. Površje je gorato. Oba otoka ležita na stiku Pacifiške in Avstralske tektonske plošče, zato sta tektonsko aktivna, zlasti Severni, ki leži v območju pacifiškega ognjenega obroča.

### Zalivi in obalne značilnosti
- Bay of Islands
- Bay of Plenty (Zaliv izobilja)
- Zaliv Hauraki / Tīkapa Moana
- Firth of Thames
- Zaliv Hawke (Hawke Bay)
- Plaža Ninety Mile

### Jezera in reke
- Taupō
- Waikato
- Whanganui

### Rti in polotoki
- polotok Coromandel
- Severni polotok
- Cape Palliser
- Rt Reinga
- East Cape
- Severni rt

### Gozdovi in narodni parki
- Narodni park Egmont pokriva goro Taranaki in njena pobočja. Park je bil prvič ustanovljen leta 1881 kot gozdni rezervat in je leta 1900 postal drugi narodni park Nove Zelandije.
- Narodni park Tongariro je najstarejši nacionalni park na Novi Zelandiji. Unesco ga je priznal kot območje svetovne dediščine mešanih kulturnih in naravnih vrednot.[11]
- Gozd Waipoua je gozd na zahodni obali Northlanda. Ohranja nekaj najboljših primerov gozdov kauri (Agathis australis), ki so ostali na Novi Zelandiji. Znan je po dveh največjih živih kauri drevesih, Tāne Mahuta in Te Matua Ngahere.
- Narodni park Whanganui je bil ustanovljen leta 1986 in pokriva območje 742 km², ki meji na reko Whanganui. Vključuje območja Crown land, nekdanje državne gozdove in številne nekdanje rezervate.
- in številni gozdni parki Nove Zelandije

### Vulkanizem
- Aucklandsko vulkansko polje je območje monogenetskih vulkanov, ki ga pokriva večji del metropolitanskega območja Aucklanda. Približno 53 vulkanov na tem področju je ustvarilo raznoliko paleto maarov (eksplozivnih kraterjev), obročev tufa, stožcev in tokov lave.
- Ruapehu je aktivni stratovulkan na južnem koncu vulkanske cone Taupō. To je 23 km severovzhodno od Ohakune in 23 km jugozahodno od južne obale jezera Taupō, znotraj narodnega parka Tongariro.
- Taranaki (Taranaki Maunga) je mirujoči stratovulkan v regiji Taranaki na zahodni obali Severnega otoka. Z 2518 metri je druga najvišja gora na severnem otoku, takoj za goro Ruapehu.
- Tarawera je vulkan na severnem znotraj starejše, vendar vulkansko produktivne kaldere Ōkataina. Sestavljen iz niza kupol iz riolitske lave.
- Whakaari / White Island je aktivni andezitni stratovulkan, 48 km od vzhodne obale Severnega otoka v zalivu Plenty.
- Severnootoški vulkanski plato je vulkanska planota, ki pokriva večji del osrednjega severnega otoka Nove Zelandije z vulkani, platoji lave in kraterskimi jezeri. Vsebuje kompleks kaldere Taupō, kompleks kaldere Ōkataina in vulkanski center Tongariro

### Drugo
- Jame svetlečih črvov Waitomo - kraške jame
- Taumatawhakatangihangakoauauotamateaturipukakapikimaungahoronukupokaiwhenuakitanatahu je hrib blizu Pōrangahaua, južno od Waipukurauja v južnem Hawkovem zalivu.

## Demografija
Junija 2023 je imel Severni otok ocenjeno 3.997.300 prebivalcev.
Vse od konca zlate mrzlice Otago v 1860-ih je rast evropskega prebivalstva Nove Zelandije doživljala stalen razcvet, saj so populacijska središča na Severnem otoku rasla hitreje kot na Južnem otoku Nove Zelandije. Ta populacijski trend se je nadaljeval v 21. stoletju, vendar veliko počasneje. Medtem ko prebivalstvo Severnega otoka še naprej raste hitreje kot prebivalstvo Južnega otoka, je to izključno zaradi višjega naravnega prirasta Severnega otoka in mednarodnih migracij; od poznih 1980-ih poteka notranji migracijski tok s Severnega otoka na Južni otok. V letu do junija 2020 je Severni otok pridobil 21.950 ljudi zaradi naravnega prirasta in 62.710 ljudi zaradi mednarodnih migracij, medtem ko je izgubil 3570 ljudi zaradi notranjih migracij.

### Kultura in identiteta
Po popisu prebivalstva na Novi Zelandiji leta 2018 se je 65,7 % prebivalcev Severnega otočana opredelilo za evropsko narodnost, 18,5 % za Maore, 17,0 % za Azijce, 9,7 % za Pasifiške Novozelandce, 1,6 % za Bližnjevzhodne/Latinskoameriške/Afričane in 1,2 % za drugo etnično pripadnost (predvsem 'novozelandec'). Seštevek znaša več kot 100 %, saj se ljudje lahko identificirajo z več etničnimi skupinami.
Delež ljudi rojenih v tujini, je 29,3 %. Najpogostejše tuje države rojstva so Anglija (15,4 % prebivalcev, rojenih v tujini), celinska Kitajska (11,3 %), Indija (10,1 %), Južna Afrika (5,9 %), Avstralija (5,5 %) in Samoa (5,3 %).

### Mesta in kraji
Severni otok ima več prebivalcev kot Južni otok, največje mesto v državi, Auckland, in glavno mesto, Wellington, predstavljata skoraj polovico.
Na Severnem otoku je 30 mestnih območij z 10.000 ali več prebivalci.
- Auckland
- Wellington
- Wanganui
- Mount Maunganui